# 圣帕尔杜迪布勒伊
圣帕尔杜迪布勒伊（法語：Saint-Pardoux-du-Breuil，法語發音：[sɛ̃ paʁdu dy bʁœj]）是法国洛特-加龙省的一个市镇，位于该省西部偏北，加龙河右岸，属于马尔芒德区。

## 地理
圣帕尔杜迪布勒伊（44°28'35"N, 0°11'35"E）面积7.3 平方千米，位于法国新阿基坦大区洛特-加龍省，该省份为法国西南部内陆省份，北起多爾多涅省，西接吉倫特省和朗德省，南至热尔省，东临塔恩-加龙省和洛特省。
与圣帕尔杜迪布勒伊接壤的市镇（或旧市镇、城区）包括：塔耶堡、特雷克河畔比拉克、加龙河畔富尔克、隆格维尔、马尔芒德、维拉泽伊。

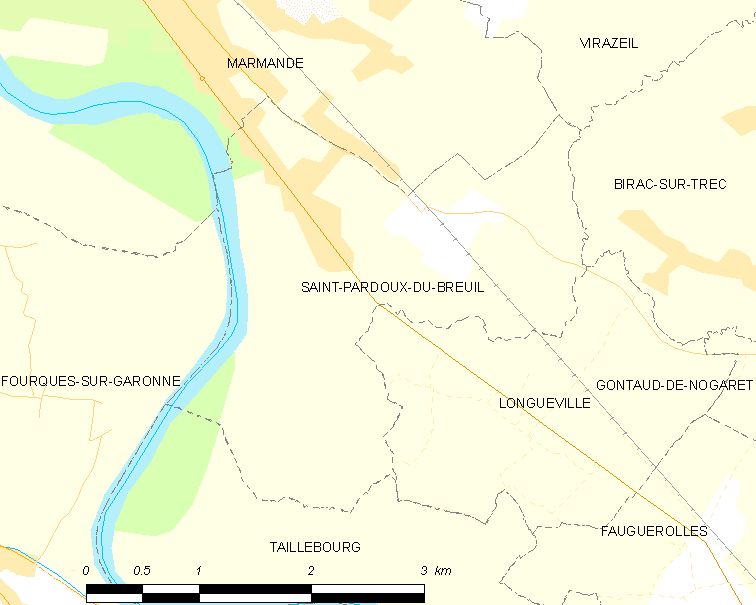
圣帕尔杜迪布勒伊的OSM定位图

圣帕尔杜迪布勒伊的时区为UTC+01:00、UTC+02:00（夏令时）。

## 行政
圣帕尔杜迪布勒伊的邮政编码为47200，INSEE市镇编码为47263。

## 政治
圣帕尔杜迪布勒伊所属的省级选区为马尔芒德第二县。

## 人口

1962-2008年间圣帕尔杜迪布勒伊人口变化图示

圣帕尔杜迪布勒伊于2022年1月1日时的人口数量为618人。